# Sincey-lès-Rouvray
Pour les articles homonymes, voir Rouvray.
Sincey-lès-Rouvray est une commune française située dans le département de la Côte-d'Or en région Bourgogne-Franche-Comté.

## Géographie
Sincey-lès-Rouvray se situe dans le Morvan.

### Climat
Pour des articles plus généraux, voir Climat de la Bourgogne-Franche-Comté et Climat de la Côte-d'Or.
En 2010, le climat de la commune est de type climat des marges montargnardes, selon une étude du Centre national de la recherche scientifique s'appuyant sur une série de données couvrant la période 1971-2000. En 2020, Météo-France publie une typologie des climats de la France métropolitaine dans laquelle la commune est exposée à un climat océanique altéré et est dans la région climatique  Lorraine, plateau de Langres, Morvan, caractérisée par un hiver rude (1,5 °C), des vents modérés et des brouillards fréquents en automne et hiver. 
Pour la période 1971-2000, la température annuelle moyenne est de 10,3 °C, avec une amplitude thermique annuelle de 16,3 °C. Le cumul annuel moyen de précipitations est de 913 mm, avec 13 jours de précipitations en janvier et 8,4 jours en juillet. Pour la période 1991-2020, la température moyenne annuelle observée sur la station météorologique de Météo-France la plus proche, « St Andre », sur la commune de Saint-André-en-Terre-Plaine à 8 km à vol d'oiseau, est de 11,3 °C et le cumul annuel moyen de précipitations est de 849,9 mm,. Pour l'avenir, les paramètres climatiques de la commune estimés pour 2050 selon différents scénarios d'émission de gaz à effet de serre sont consultables sur un site dédié publié par Météo-France en novembre 2022.

## Urbanisme

### Typologie
Au 1er janvier 2024, Sincey-lès-Rouvray est catégorisée commune rurale à habitat très dispersé, selon la nouvelle grille communale de densité à 7 niveaux définie par l'Insee en 2022.
Elle est située hors unité urbaine et hors attraction des villes,.

### Occupation des sols
L'occupation des sols de la commune, telle qu'elle ressort de la base de données européenne d’occupation biophysique des sols Corine Land Cover (CLC), est marquée par l'importance des territoires agricoles (59 % en 2018), une proportion identique à celle de 1990 (59 %). La répartition détaillée en 2018 est la suivante : 
forêts (38 %), prairies (34,8 %), terres arables (19,1 %), zones agricoles hétérogènes (5,2 %), milieux à végétation arbustive et/ou herbacée (2,9 %), zones urbanisées (0,1 %). L'évolution de l’occupation des sols de la commune et de ses infrastructures peut être observée sur les différentes représentations cartographiques du territoire : la carte de Cassini (XVIIIe siècle), la carte d'état-major (1820-1866) et les cartes ou photos aériennes de l'IGN pour la période actuelle (1950 à aujourd'hui).

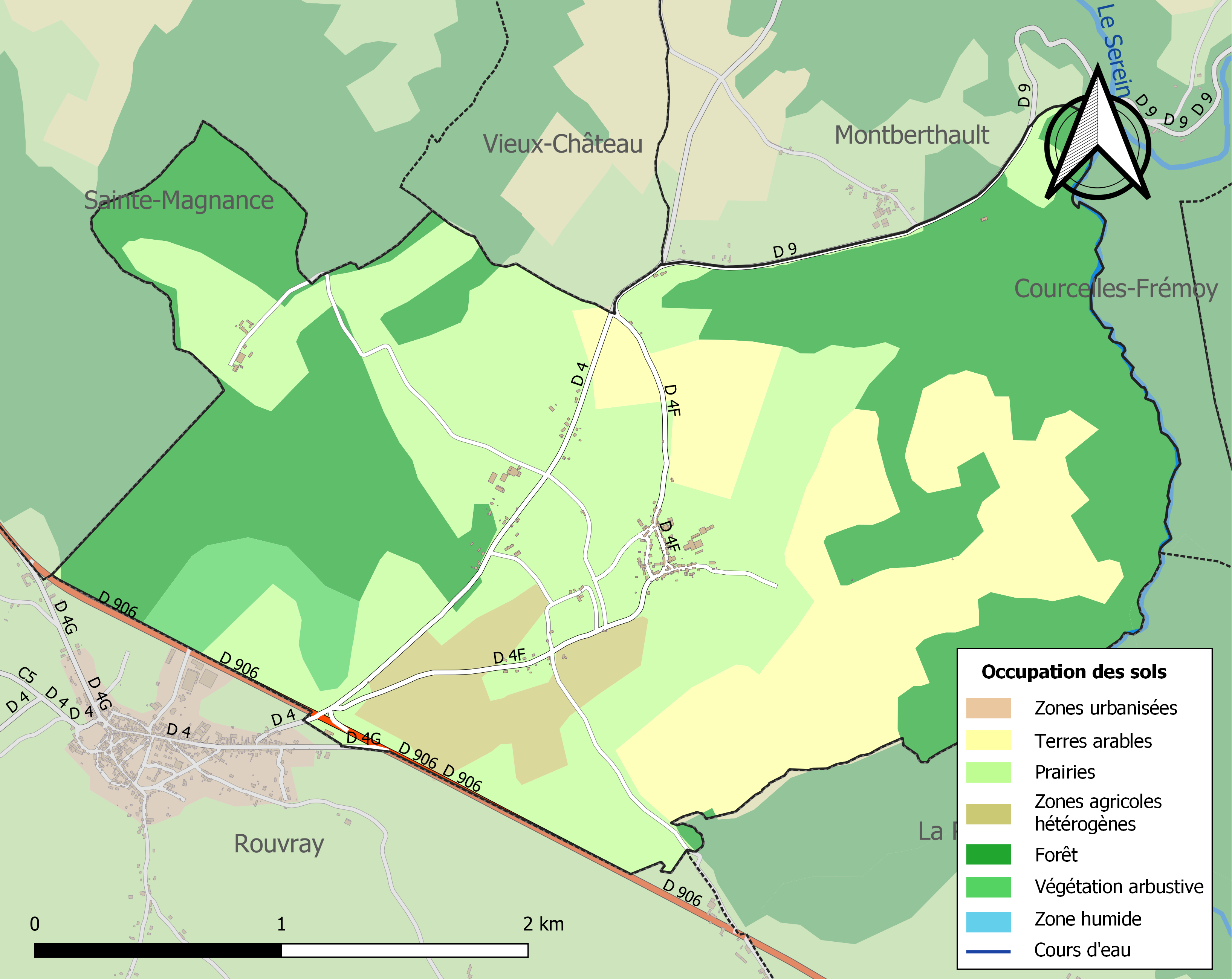
Carte des infrastructures et de l'occupation des sols de la commune en 2018 (CLC).

## Histoire
Une mine d'anthracite est exploitée de 1835 à 1908. La production maximale est de 12 000 tonnes annuelles avec 120 ouvriers en 1875. Six couches de charbon sont exploitées.
Le charbon est transporté vers la ville de Montbard par le canal de Bourgogne puis par voie ferrée dès 1881.

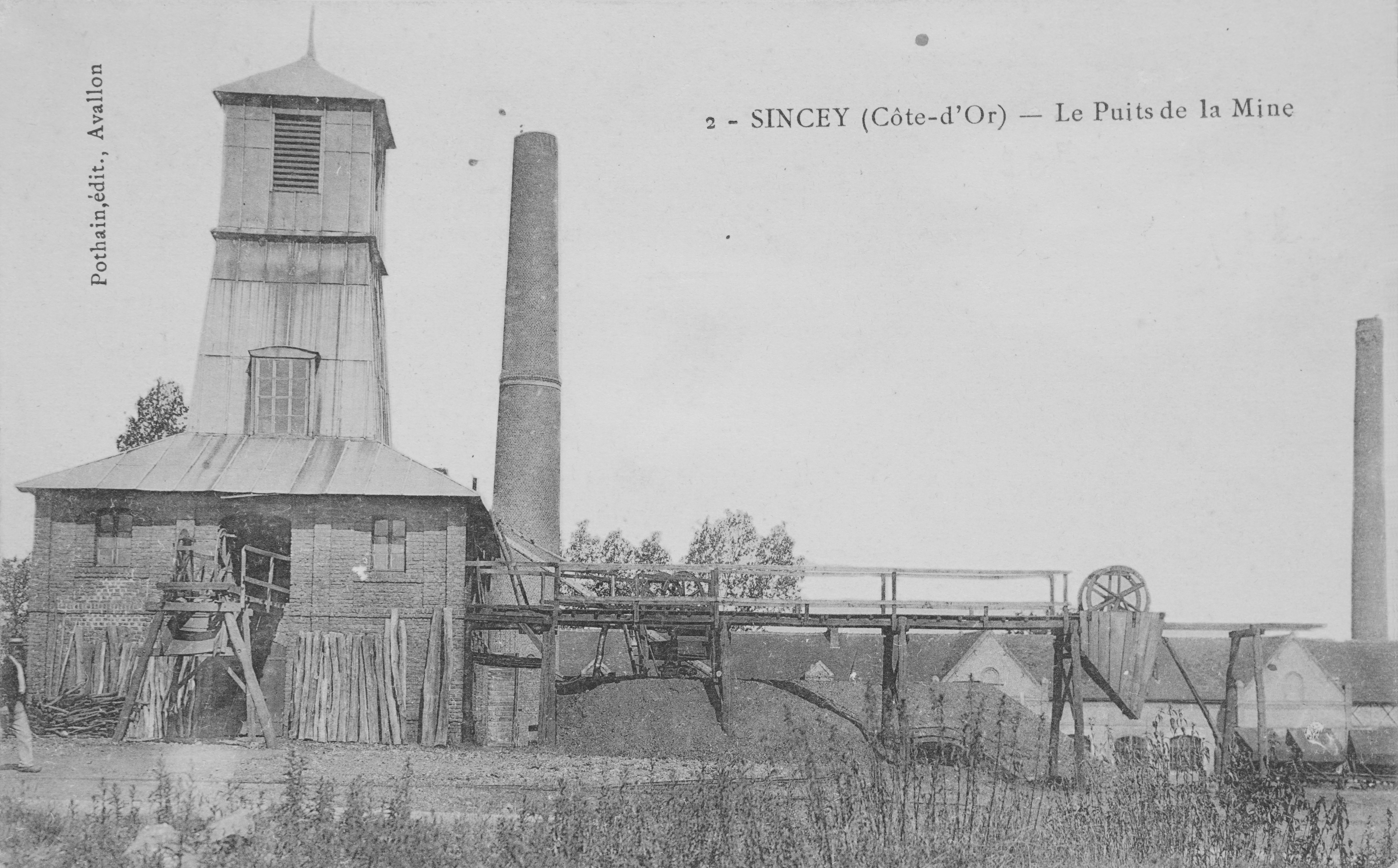
Le puits Soyez de Sincey.
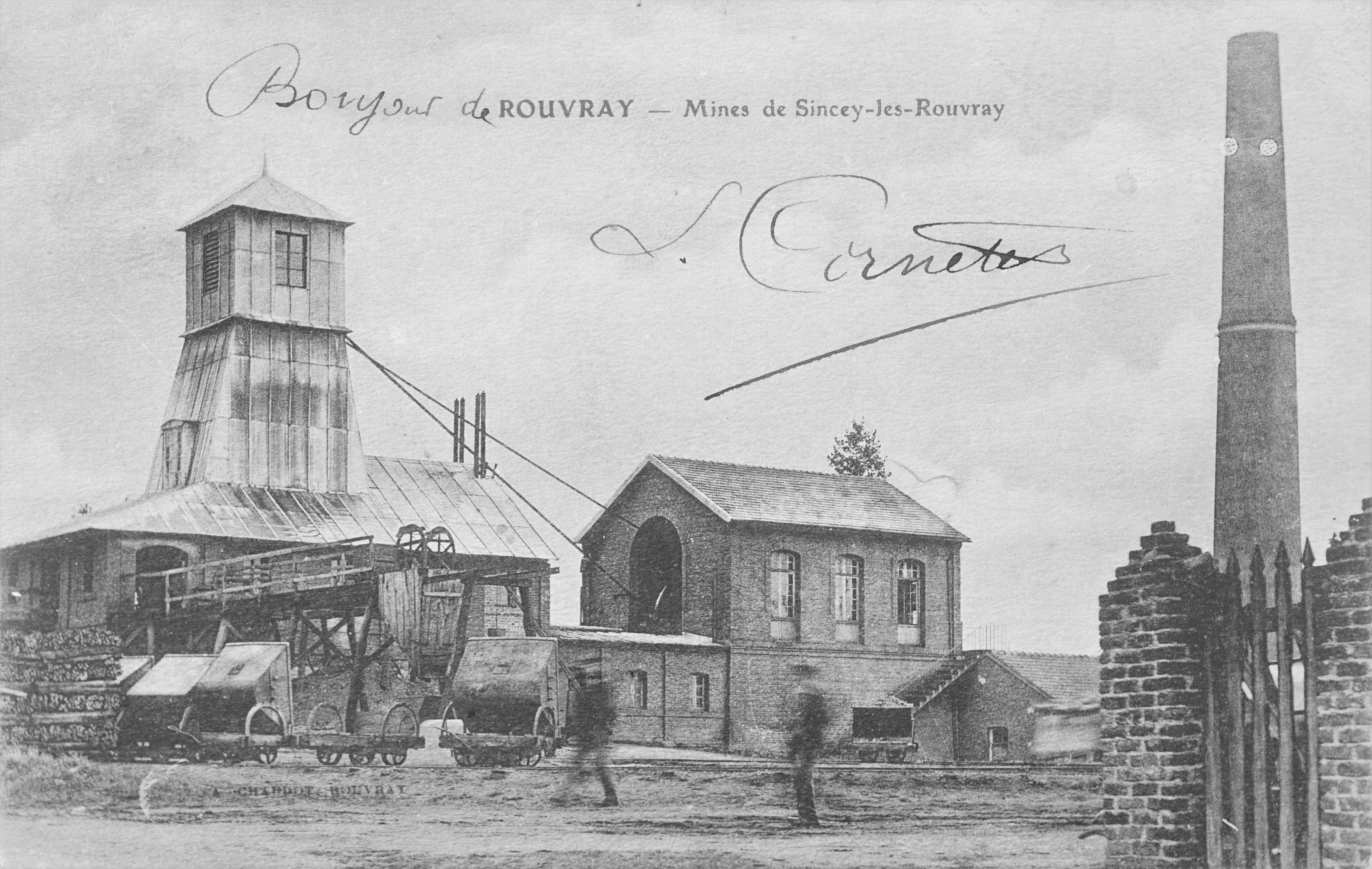

Les installations minières sont démantelées puis démolies et les puits de mine remblayés, seules subsistent quelques ruines dans la végétation. Une quarantaine de logements « coron » subsistent.
De 1920 à 1925, une vingtaine d'ouvriers sont employés dans une briqueterie.

## Politique et administration
| Période                                  | Période   | Identité         | Étiquette | Qualité              |
| ---------------------------------------- | --------- | ---------------- | --------- | -------------------- |
| avant 1981                               | ?         | Georges Marmorat | DVG       |                      |
| mars 2001                                | mars 2008 | Jean Ravot       |           |                      |
| mars 2008                                | en cours  | François Cap     | DVD       | Agriculteur retraité |
| Les données manquantes sont à compléter. |           |                  |           |                      |

## Démographie
L'évolution du nombre d'habitants est connue à travers les recensements de la population effectués dans la commune depuis 1793. Pour les communes de moins de 10 000 habitants, une enquête de recensement portant sur toute la population est réalisée tous les cinq ans, les populations de référence des années intermédiaires étant quant à elles estimées par interpolation ou extrapolation. Pour la commune, le premier recensement exhaustif entrant dans le cadre du nouveau dispositif a été réalisé en 2006.

En 2022, la commune comptait 103 habitants, en stagnation par rapport à 2016 (Côte-d'Or : +0,82 %, France hors Mayotte : +2,11 %).
| 1793 | 1800 | 1806 | 1821 | 1836 | 1841 | 1846 | 1851 | 1856 |
| ---- | ---- | ---- | ---- | ---- | ---- | ---- | ---- | ---- |
| 219  | 237  | 234  | 215  | 220  | 231  | 238  | 230  | 215  |

| 1861 | 1866 | 1872 | 1876 | 1881 | 1886 | 1891 | 1896 | 1901 |
| ---- | ---- | ---- | ---- | ---- | ---- | ---- | ---- | ---- |
| 243  | 234  | 308  | 356  | 358  | 305  | 302  | 264  | 265  |

| 1906 | 1911 | 1921 | 1926 | 1931 | 1936 | 1946 | 1954 | 1962 |
| ---- | ---- | ---- | ---- | ---- | ---- | ---- | ---- | ---- |
| 233  | 196  | 177  | 162  | 155  | 159  | 150  | 133  | 112  |

| 1968 | 1975 | 1982 | 1990 | 1999 | 2006 | 2011 | 2016 | 2021 |
| ---- | ---- | ---- | ---- | ---- | ---- | ---- | ---- | ---- |
| 121  | 137  | 113  | 94   | 125  | 120  | 115  | 103  | 101  |

| 2022 | - | - | - | - | - | - | - | - |
| ---- | - | - | - | - | - | - | - | - |
| 103  | - | - | - | - | - | - | - | - |

## Lieux et monuments
- La gare de Sincey-lès-Rouvray de style 1900[12] fait l’objet d’une inscription au titre des monuments historiques depuis le 28 décembre 1984[18]. Elle a servi de lieu de tournage pour la série télévisée l'Instit, avec Gérard Klein.
- Église reconstruite au XIXe siècle[12].
- La maison forte de la Mothe d'Hubine, XVe-XVIe, au lieu dit la Motte d'Ubine, propriété privée, cantonnée de tours, conserve des fossés, un pont-levis, trois poivrières d'angle et une tour circulaire[12].
- Vestiges miniers (puits Eugène Soyez et puits de la Charmée).

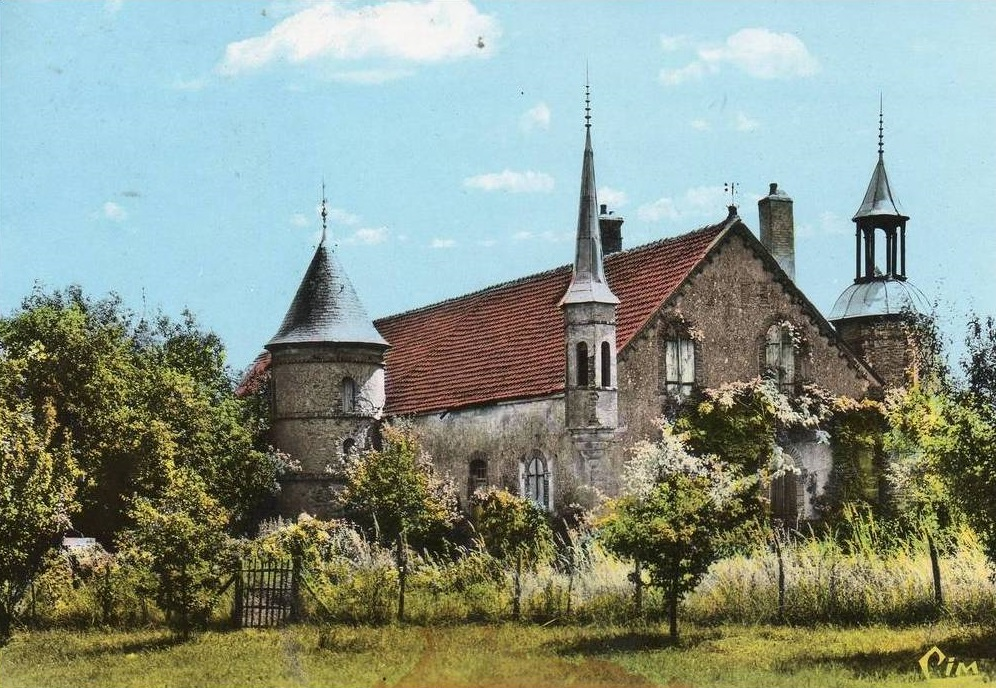
La maison forte.
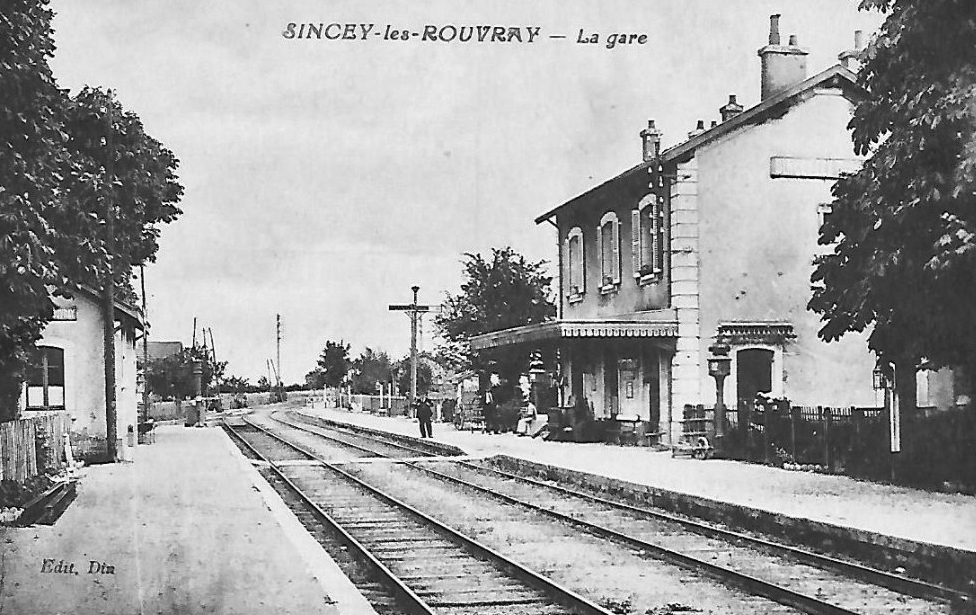
La gare.
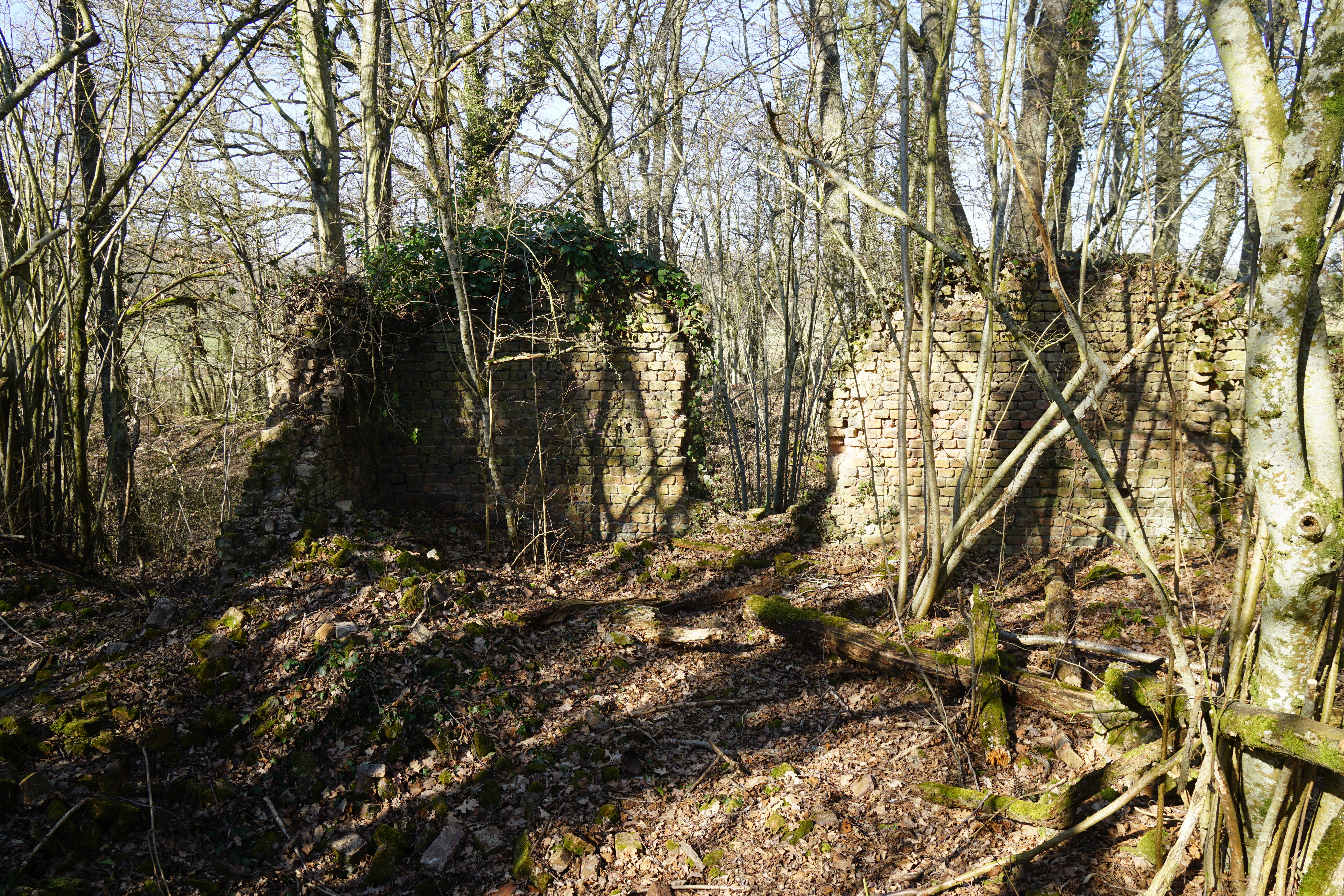
Ruines du puits Eugène Soyez.
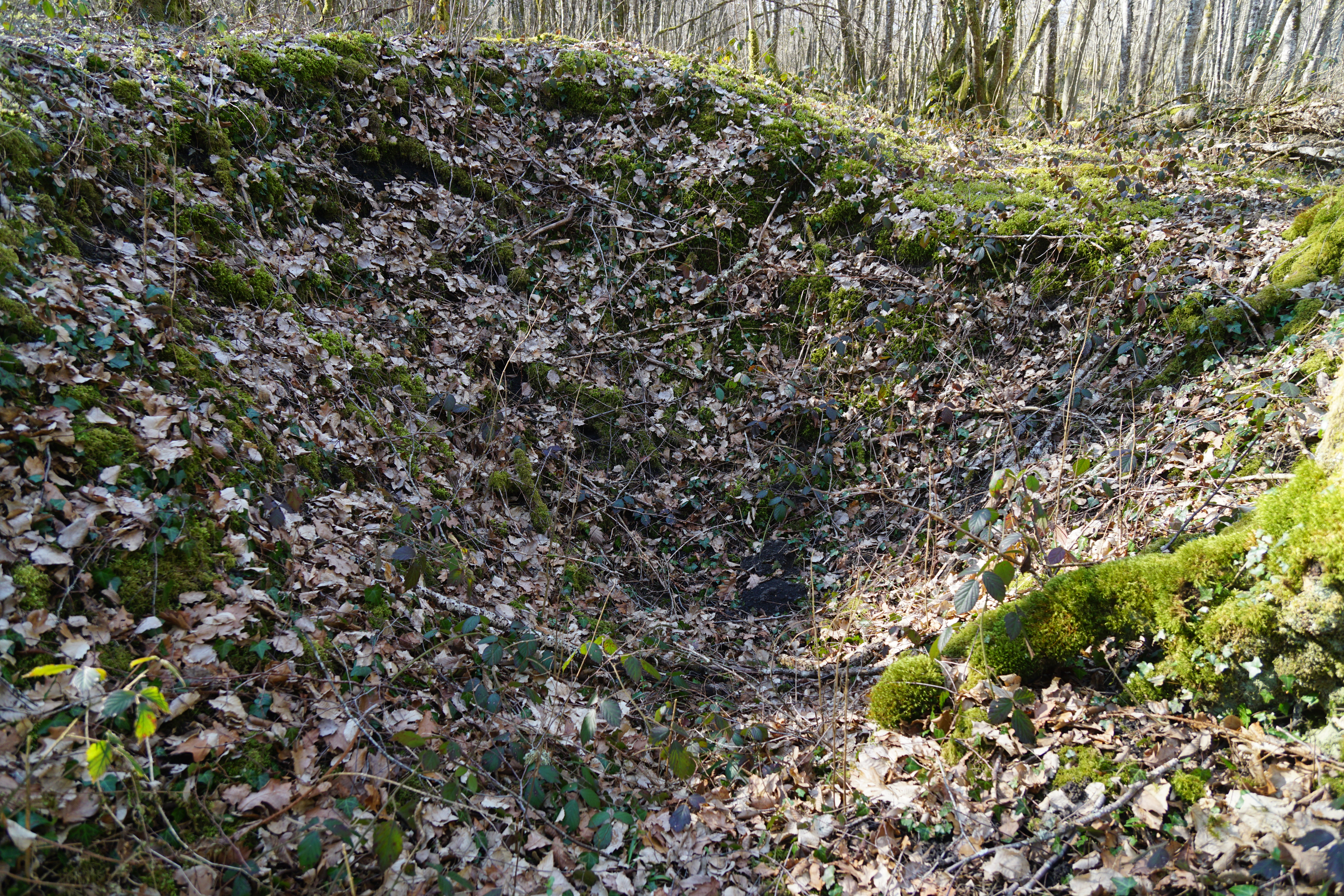
L’entonnoir formé par le tassement du puits de la Charmée.